# Tarsus Çayı
La rivière de Berdan (Berdan Çayı) ou rivière de Tarse (Tarsus Çayı) est un fleuve de Turquie, appelé Cydnus (en grec : Κύδνος) dans l'Antiquité.

## Histoire
En 333 av. J.-C., l'empereur de Perse Darius III fuit devant l'avance d'Alexandre le Grand. Arrivé à Tarse, on lui suggère de détruire le pont qui permet de franchir le Cydnus pour arrêter Alexandre. Il s'y refuse pour permettre à son armée de se replier. Alexandre arrive ensuite et prend froid en se baignant dans le Cydnus, il reste alité pendant quelques jours. Cet incident permet à Darius de se replier jusqu'en Syrie et lui fait croire que ce retard vient de ce que son adversaire craint de l'affronter.
En 41 av. J.-C., la reine d'Égypte Cléopâtre se rend à Tarse en remontant le Cydnus avec sa galère pour y rencontrer Marc Antoine. Celle-ci connaît au moins un des défauts de Marc Antoine, sa vanité et son amour du faste, aussi arrive-t-elle dans un navire à la poupe dorée et aux voiles pourpres, siégeant sous un dais d'or entourée d'un équipage déguisé en nymphes, Néréides et Amours. Puis elle invite Marc Antoine à son bord pour un somptueux banquet.

## Aménagements
Le fleuve est coupé par le barrage de Berdan.